# Neglawangi
Neglawangi is een bestuurslaag in het regentschap Bandung van de provincie West-Java, Indonesië. Neglawangi telt 5021 inwoners (volkstelling 2010).